# Vejprty
Vejprty (niem. Weipert) – miasto w Czechach, w kraju usteckim.
Według danych z 31 grudnia 2003 powierzchnia miasta wynosiła 977 ha, a liczba jego mieszkańców 3 273 osób.

## Demografia
| Rok             | 1970  | 1980  | 1991  | 2001  | 2003  |
| --------------- | ----- | ----- | ----- | ----- | ----- |
| Liczba ludności | 3 682 | 3 897 | 3 320 | 3 336 | 3 273 |

Źródło: Czeski Urząd Statystyczny